# Eurema nilgiriensis
Eurema nilgiriensis is een vlindersoort uit de familie van de Pieridae (witjes), onderfamilie Coliadinae.
Eurema nilgiriensis werd in 1989 beschreven door Yata.